# 79 Tauri
79 Tauri, eller b Tauri, är en misstänkt variabel (VAR:) i Oxens stjärnbild.
79 Tau har visuell magnitud +5,03 och varierar utan fastställd amplitud eller periodicitet.